# Cris Morena Group
 (décembre 2023).
Si vous disposez d'ouvrages ou d'articles de référence ou si vous connaissez des sites web de qualité traitant du thème abordé ici, merci de compléter l'article en donnant les références utiles à sa vérifiabilité et en les liant à la section « Notes et références ».
Cris Morena Group est une entreprise de production de série TV en Argentine. Elle est notamment connue pour avoir réalisé et produit Floricienta et d'autres titres à succès comme Casi Angeles, Rebelde Way, Chiquititas et autres. Son siège est à Buenos Aires. La plupart de ses séries sont produites avec RGB Entertaiment qui a aussi son siège à Buenos Aires.